# Samostanski znakovni jezik
Samostanski znakovni jezik (ISO 639-3: mzg), jedan od tri znakovna jezika. Bio je rasprostranjen poglavito po Europi među samostanskim zajednicama, i isključivo kao drugi jezik. Kao posebni njegovi dijalekti navode se anglosaksonski samostanski znakovni jezik, augustinski među Augustincima, benediktanski među Benediktincima, cistercitski među Cistercitima i trapistički među Trapistima.

## Vanjske poveznice
- Ethnologue (14th)
- Ethnologue (15th)